# 马兰山
马兰山，在今陕西省铜川市耀州区北二十里。
北地羌于魏晋时以马兰山为聚集地。晋惠帝元康元年（291年），赵王司马伦为关中都督，张光以百余人戍马兰山北抗击反叛的氐羌。晉懷帝永嘉三年（309年）七月，刘芒荡自称汉朝皇族后裔，以此骗羌人，在马兰山称帝。苻坚建元元年（365年），匈奴右贤王曹毂、左贤王刘卫辰举兵叛前秦，率众二万攻杏城，屯守马兰山。